# Brauer–Suzuki–Walls sats
Inom matematiken är Brauer–Suzuki–Walls sats, bevisad av Brauer, Suzuki & Wall (1958), ett resultat som karakteriserar endimensionella unimodulära projektiva grupper över ändliga kroppar.